# Daniel Senesael
 (avril 2014).
Si vous disposez d'ouvrages ou d'articles de référence ou si vous connaissez des sites web de qualité traitant du thème abordé ici, merci de compléter l'article en donnant les références utiles à sa vérifiabilité et en les liant à la section « Notes et références ».
Daniel H. Senesael (né à Saint-Léger le 13 janvier 1957) est un homme politique belge, membre du Parti socialiste.

## Biographie
Daniel Senesael sort diplômé de l’École normale de Tournai en 1976. Il devient professeur de français, d'histoire et de morale à partir de 1976. De 1978 à 1978, il est objecteur de conscience à l'Office national des bibliothèques et bibliothécaires socialistes.
Il crée la section locale socialiste de Saint-Léger (Estaimpuis).

## Carrière politique
Conseiller communal d’Estaimpuis à partir de 1977, il est bourgmestre de cette ville de 1995 à 2024. Il est également député wallon et de la Communauté française de Belgique depuis 2004.
Il assure également la présidence de la Fédération PS de Wallonie picarde[réf. nécessaire].

## Décoration
- Officier de l'ordre de Léopold (2024)[3]